# Am Abend
 Pour plus de détails, voir Fiche technique et Distribution
Am Abend est un stag film allemand réalisé en 1910,,. Avec le film argentin El Satario (vers 1907-1915) et le film américain A Free Ride (vers 1915-1917), c'est l'un des premiers films pornographiques hardcore, produit entre les années 1907 et 1915, qui ait été recueilli à l'Institut Kinsey,.

## Description
Comme les deux autres films, Am Abend commence par des panneaux narratifs introductifs, puis par une courte séquence de cinéma conventionnel avant de montrer des scènes hard-core de manière fragmentée. Linda Williams, spécialiste des études cinématographiques, a suggéré que les premiers films pornographiques, tels que Am Abend, montraient des gros plans des organes génitaux et des plans moyens de sexe exactement comme le font les vidéos pornographiques modernes. Il y a des similitudes structurelles entre ces films anciens et leurs équivalents plus récents,.
La durée de Am Abend est de 10 minutes. Le film commence par un acte de voyeurisme, représentant un homme regardant à travers le trou de la serrure la chambre d'une femme. Dans la chambre, la femme est allongée seule sur un lit et se masturbe quelques minutes. Ensuite, l'homme entre dans la chambre de la femme, se déshabille, la femme lui donne un bain et les deux partenaires se livrent à des activités sexuelles différentes dans de multiples positions. Les activités sexuelles comprennent la pénétration de l'homme par le haut, la fellation, la poursuite de la masturbation par la femme et le sexe en position de levrette. Le sexe est cependant arrêté prématurément lorsque l'homme souffre de troubles de l'érection. La scène hard-core de ce film est montrée dans un master shot de l'homme et de la femme dans leur lit avec des gros plans insérés des organes génitaux ou encore de la pénétration,.